# Rejencja Karlsruhe
Rejencja Karlsruhe (niem. Regierungsbezirk Karlsruhe) – jedna z czterech rejencji niemieckiego kraju związkowego Badenia-Wirtembergia. Główny urząd rejencji, prezydium (Regierungspräsidium) ma siedzibę w Karlsruhe. Prezydium rejencji podlega Ministerstwu Spraw Wewnętrznych (Innenministerium) Badenii-Wirtembergii.

## Geografia
Rejencja Karlsruhe leży w północno-zachodniej części Badenii-Wirtembergii. Od południa graniczy z rejencją Fryburg, od zachodu z Nadrenią-Palatynatem, od północy z Hesją i od wschodu z rejencją Stuttgart. Obecne granice otrzymała po reformie administracyjno-terytorialnej 1 stycznia 1973.

## Historia
Rejencja istnieje od powstania Badenii-Wirtembergii w 1952. Obejmowała wówczas przede wszystkim północną część Badenii, a zatem badeńską część dawnego kraju związkowego Wirtembergia-Badenia. Do 31 grudnia 1972 nosiła nazwę rejencja Nordbaden (pol. Badenii Północnej), zmieniono ją wskutek reformy, gdy na południowym wschodzie przyłączono część dawnego obszaru Wirtembergii, oddając część obszaru na północnym wschodzie rejencji Stuttgart.

## Podział administracyjny
Rejencja Karlsruhe dzieli się na:
- trzy regiony (Region)
- pięć miast na prawach powiatu (Stadtkreis)
- siedem powiatów ziemskich (Landkreis)

Regiony:
| Lp. | Nazwa regionu       | Ludność (31 grudnia 2022) | Powierzchnia km² | Liczba miast na prawach powiatu | Liczba powiatów |
| --- | ------------------- | ------------------------- | ---------------- | ------------------------------- | --------------- |
| 1   | Mittlerer Oberrhein | 1.055.326                 | 2.137,38         | 2                               | 2               |
| 2   | Nordschwarzwald     | 614.402                   | 2.339,88         | 1                               | 3               |
| 3   | Rhein-Neckar        | 2.419.792                 | 5.637,78         | 8                               | 7               |

Miasta na prawach powiatu:
| Lp. | Nazwa miasta | Ludność (31 grudnia 2022) | Powierzchnia km² |
| --- | ------------ | ------------------------- | ---------------- |
| 1   | Baden-Baden  | 57.025                    | 140,19           |
| 2   | Heidelberg   | 162.273                   | 108,83           |
| 3   | Karlsruhe    | 308.707                   | 173,42           |
| 4   | Mannheim     | 315.554                   | 144,97           |
| 5   | Pforzheim    | 127.849                   | 97,99            |

Powiaty ziemskie:
| Lp. | Nazwa powiatu   | Ludność (31 grudnia 2022) | Powierzchnia km² | Liczba gmin |
| --- | --------------- | ------------------------- | ---------------- | ----------- |
| 1   | Calw            | 162.853                   | 797,32           | 25          |
| 2   | Enz             | 202.536                   | 573,61           | 28          |
| 3   | Freudenstadt    | 121/164                   | 870,41           | 16          |
| 4   | Karlsruhe       | 454.613                   | 1.084,97         | 32          |
| 5   | Neckar-Odenwald | 145.493                   | 1.125,95         | 27          |
| 6   | Rastatt         | 234.981                   | 738,44           | 23          |
| 7   | Rhein-Neckar    | 555.352                   | 1.061,54         | 54          |

## Prezydenci rejencji Karlsruhe
- 1975–1985 Trudpert Müller
- 1986–1988 Adolf Bieringer
- 1988-1994 Karl Miltner
- 1994-2005 Gerlinde Hämmerle
- od 6 czerwca 2005 Rudolf Kühner